# Regina Spektor
Regina Ilyinichna Spektor (em russo: Регина Ильи́нична Спектор; romaniz.: Regina Ilyinichna Spektor; nascida em Moscou, União Soviética, 18 de fevereiro de 1980), mais conhecida apenas como Regina Spektor (em russo: Регина Спектор; romaniz.: Regina Spektor), é uma cantora, compositora e pianista nascida na União Soviética (hoje, Rússia) e naturalizada nos Estados Unidos. Sua música é associada ao cenário anti-folk de Nova Iorque, localizado no East Village.

## Primeiros anos
Regina Spektor nasceu em Moscou, ainda na extinta União Soviética, numa família judia-russa de músicos: seu pai, Ilya, um fotógrafo, era também um violinista amador; e sua mãe, Bella, era professora de música da Universidade de Música Russa, hoje lecionando em uma escola pública em Mount Vernon, Nova Iorque). Com sete anos herdou o piano da família e começou a ter aulas em em conservatório local de Moscou, onde o programa rigoroso lhe ensinou a técnica e as novos básicas do instrumento. Da mesma forma, em sua casa ouvia e tocava principalmente música clássica de Mozart, Chopin e Rajmaninov. Regina aprendeu a tocar piano praticando em um piano vertical "Petrof" que havia recebido de seu avô. Ela também conviveu com a música de bandas de rock como The Beatles, Queen, e The Moody Blues graças a seu pai, que trouxe cassetes da União Soviética.
A família deixou o país em 1989, durante o período da Perestroika, quando foi permitido que os cidadãos soviéticos emigrassem. Nessa ocasião, Regina com 9 anos teve que deixar seu piano para trás. A importância dos seus estudos de piano fez com que seus pais pensassem duas vezes antes de sair do país, mas por causa do antissemitismo na União Soviética, decidiram fazê-lo.
Viajando primeiro para a Áustria — onde seu sobrenome foi escrito com "k", "ao estilo alemão", segundo ela — e depois para a Itália, sua família se estabeleceu nos Estados Unidos como refugiados, com a assistência da Sociedade Hebraica de Ajuda aos Imigrantes Hebreus (HIAS). Eles foram assentados no bairro do Bronx, em Nova Iorque, onde Regina se formou na SAR Academy, uma escola yeshiva de médio porte. Ela então cursou dois anos na Frisch School e outros dois na Fair Lawn High School, onde terminou seus estudos. Não falava inglês quando chegou no país. Anos mais tarde, em uma entrevista na televisão, confessou que o exílio foi longe de ser um processo traumático pra ela, que foi divertido e emocionante, ainda que não tenha sido assim para seus pais.

## Começando como compositora

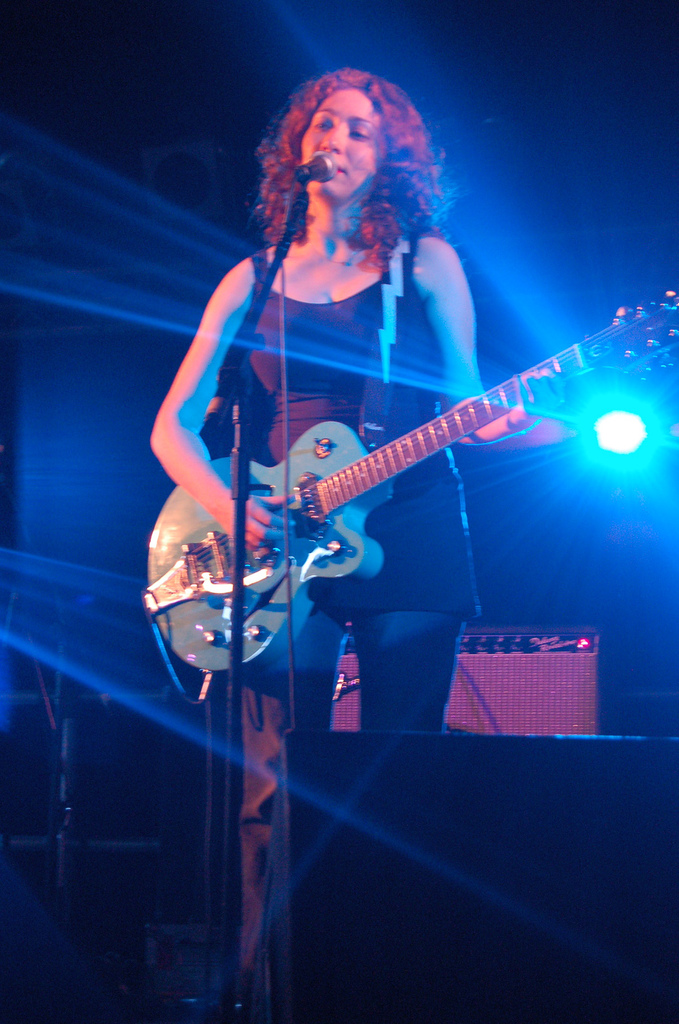
Regina Spektor, 2006.

Em Nova Iorque, Regina estudou piano clássico até os 17 anos com Sonia Vargas — a qual seu pai conheceu através do violinista Samuel Marder, marido de Vargas. Uma noite voltando do trabalho no metrô de Nova Iorque, seu pai começou a conversar casualmente com o violinista quando chamou a sua atenção o instrumento que levava — dado que Ilya também tocava violino — e também porque reconheceu seu sotaque ídiche. Como ambos compartilhavam o interesse por música clássica, Marder convidou a família Spektor a sua casa em uma noite com sua esposa, a pianista Sonia Vargas. Ali tiveram a oportunidade e escutar um repertório completo do casal de músicos e Regina perguntou se poderia lhe dar aulas de piano, a qual aceitou e de maneira gratuita.
Ela estudou com a professora da Escola de Música de Manhattan, onde foi diagnosticada com altas habilidades e superdotação. Apesar de sua família não ter podido trazer seu piano da Rússia, Regina praticava esporadicamente em um piano no porão de sua Sinagoga, e também em outras superfícies.
Regina sempre fazia músicas em casa, mas passou a se interessar por um estilo mais formal de compor suas músicas durante sua visita a Israel pelo Instituto Nesiya na adolescência, quando atraiu a atenção de outras crianças na viagem devido às músicas que fazia enquanto estava caminhando. Foi então que ela se deu conta de que tinha aptidão para compor músicas.
Depois dessa viagem ela conheceu o trabalho de Joni Mitchell, Ani DiFranco, e outros cantores-compositores, que a encorajaram de que poderia fazer suas próprias músicas. Ela escreveu sua primeiras músicas a cappella por volta dos dezesseis anos, e suas primeiras músicas com voz e piano com quase dezoito.
Regina completou o programa de Composição de Estúdio de quatro anos do Conservatório de Música no Colégio Purchase em apenas três anos, recebendo as honras em 2001. Nessa mesma época, ela trabalhou por pouco tempo num santuário de borboletas em Luck, Wisconsin, e estudou em Tottenham, no norte da Inglaterra, por um semestre.
Ela gradualmente ganhou reconhecimento através de suas performances na cena anti-folk em Nova Iorque, mais especificamente no Sidewalk Cafe de East Village, e também no Livingroom, Tonic, Fez, no Knitting Factory, e no CBGB. Ela vendeu CDs produzidos independentemente em suas performances durante esse período: 11:11 (2001) e Songs (2002).

## Estilo

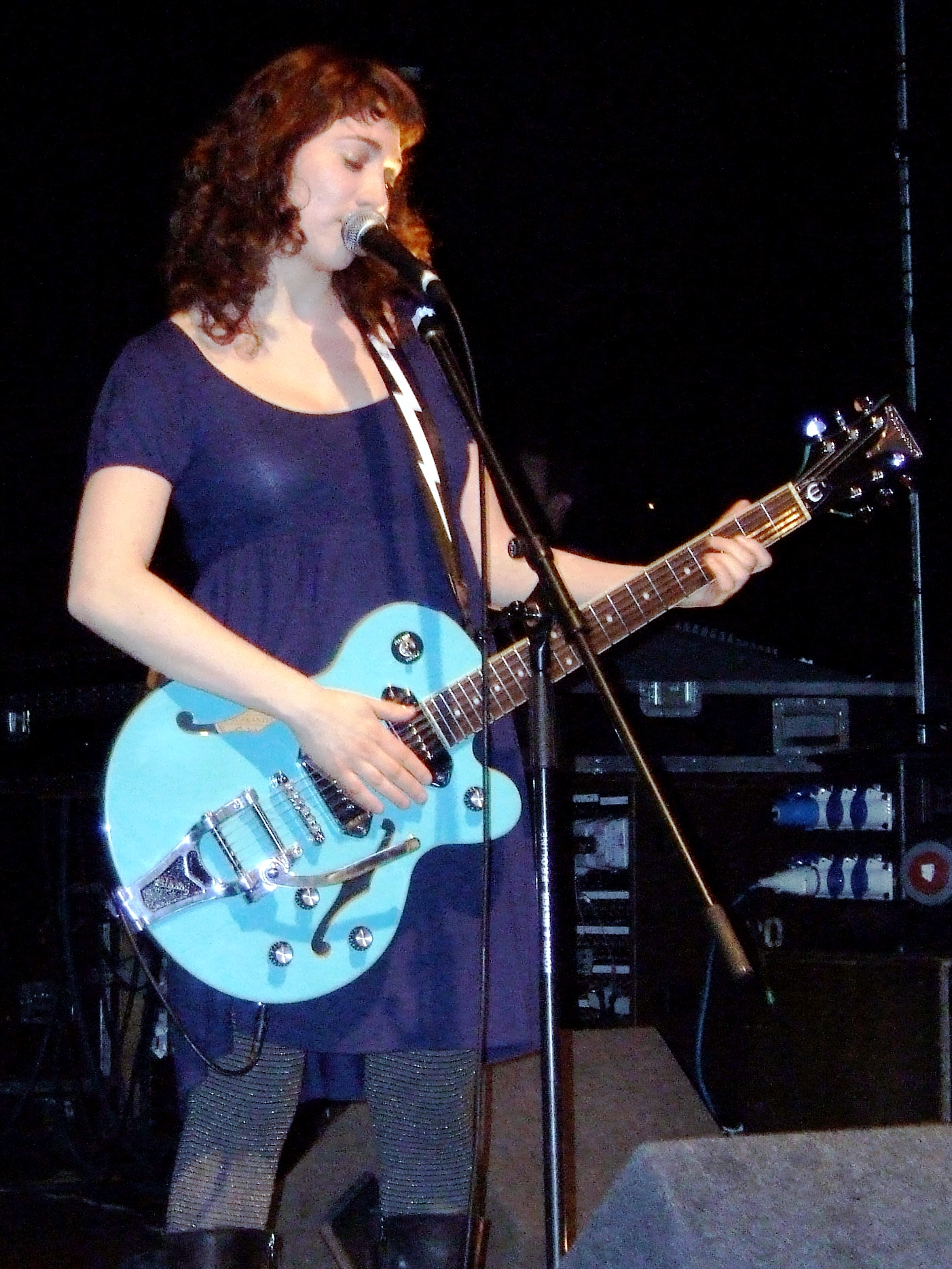
Regina Spektor em performance, Abril de 2007.

Regina disse que já criou mais de 700 músicas, mas raramente as escreve. Ela também nunca aspirou a escrever as músicas por si mesma, mas as músicas parecem apenas fluir por ela. Sua músicas normalmente não são autobiográficas, mas sim baseadas em cenários e personagens criados em sua imaginação. Suas músicas mostram influências que incluem folk, punk, rock, música judaica, música russa, hip hop, jazz, e música clássica. Seu estilo faz comparação a Tori Amos e Fiona Apple, e o estilo vocal de Björk. Regina diz que ela trabalha duro para assegurar que cada música tenha um estilo musical próprio, ao mesmo tempo em que tenta desenvolver um estilo distinto para sua música como um todo.
Regina possui um amplo alcance vocal e usa toda a extensão de sua voz. Ela também explora a variedade de diferentes e algo heterodoxas técnicas vocais, como versos contendo apenas barulhos e zunidos feitos por seus lábios, além de Beatbox usado no meio de suas músicas. Também faz uso de técnicas musicais muito pouco utilizadas, como baquetas, batendo em uma cadeira ou no próprio piano para fazer o ritmo. Parte de seu estilo resulta do exagero de certos aspectos de vocalização. Ela também usa um forte sotaque de Nova Iorque em algumas palavras, que, diz ela, é devido a seu amor por Nova Iorque e sua cultura.
Suas letras são igualmente elétricas, geralmente tomando forma de narrativas abstratas ou estudo de personagens em primeira pessoa, similar a estórias curtas ou vignettes. Regina geralmente canta em inglês, embora algumas vezes inclui palavras ou versos em latim, russo, francês e outras línguas em suas músicas. Algumas das letras de Regina Spektor incluem alusões à literatura, como F. Scott Fitzgerald e Ernest Hemingway em "Poor Little Rich Boy"; The Little Prince em "Baobabs", Virginia Woolf e Margaret Atwood em "Paris"; Ezra Pound e William Shakespeare em "Pound of Flesh"; Boris Pasternak em "Après Moi"; Sansão e Dalila em "Samson" e Oedipus o Rei em "Oedipus". Ela também usou um verso de "Califórnia" de Joni Mitchell em sua música "The Devil Came to Bethlehem". Os temas mais usados nas letras de Regina Spektor incluem amor, morte, religião (particularmente referências bíblicas e Judaicas), vida na cidade (particularmente referências a Nova Iorque), e certas palavras chave recorrem em várias músicas diferentes, como referências a Coveiros (originalmente Gravediggers), a "Árvore do Conhecimento do Bem e do Mal" e o nome "Mary Ann". O uso de sátira é evidente em "Wasteside," que se refere ao clássico romance satírico dos autores soviéticos Ilf and Petrov, The Twelve Chairs, que descreve uma cidade em que cada pessoa nasceu, teve seu cabelo cortado, e foi então mandada para o cemitério.
Nos seus primeiros álbuns, muitas das faixas tiveram uma produção com voz excessivamente seca, pouca reflexão acústica ou atraso (delay) adicionado. Entretanto, nos discos mais recentes, boa parte das faixas, particularmente em Begin to Hope, têm maior ênfase na produção da música e contaram com instrumentos tradicionais do pop e rock. Regina disse que as gravações que mais a impactaram foram as de "bandas cuja música era realmente envolvida", especialmente falando de The Beatles, Bob Dylan, Billie Holiday, Radiohead, Tom Waits, e Frédéric Chopin como influências primárias.

## Performances

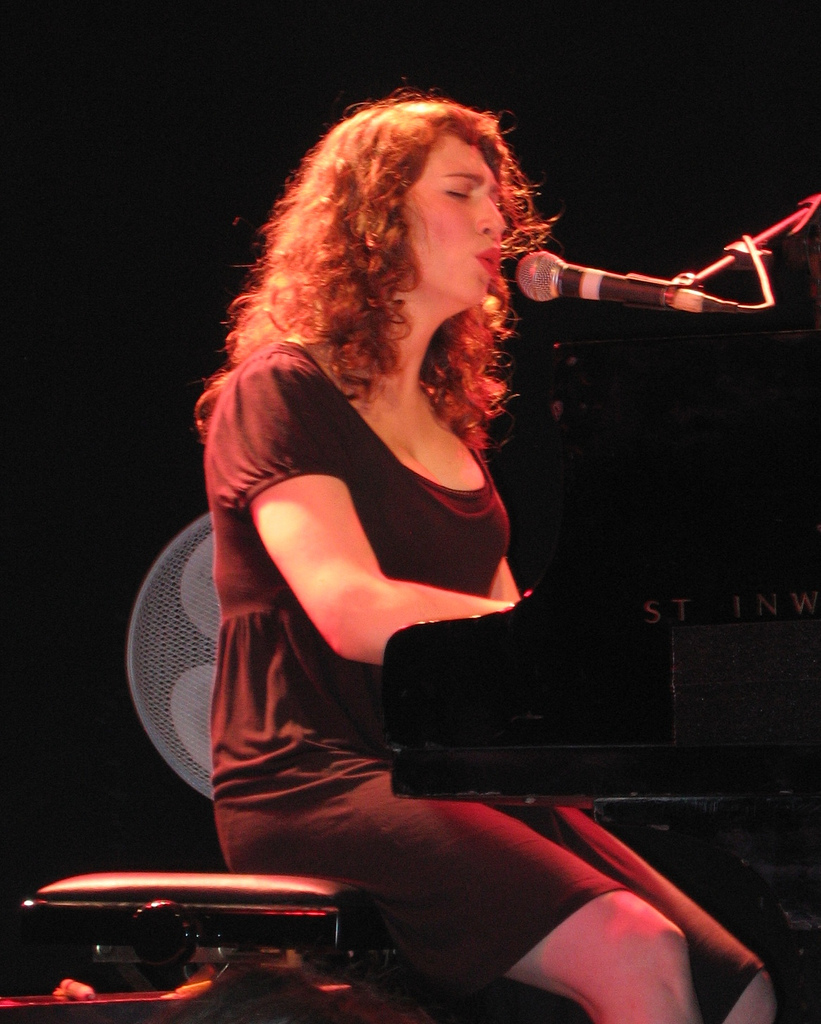
Regina Spektor em sua primeira performance em Tel Aviv, Israel em 3 de Março de 2007

O primeiro tour nacional foi acompanhando a banda The Strokes, abrindo seus shows no tour de 2003–2004 Room on Fire, ocasião em que ela e a banda gravaram a música "Modern Girls & Old Fashioned Men". Kings of Leon também abria os shows do The Strokes, e eles convidaram Regina para abrir seus próprios shows em um tour na Europa logo em seguida. Em Junho de 2005, Regina abriu o show da banda inglesa Keane em sua tour norte americana do álbum Hopes and Fears, onde se apresentou no Radio City Music Hall no dia 7 de Junho de 2005. Em seu tour em 2006 do álbum Begin to Hope, Regina se apresentou em dois shows no Teatro Town Hall em Nova Iorque nos dias 27 e 28 Setembro.
Subsequentemente, ela apareceu no Late Night with Conan O'Brien (duas vezes), The Tonight Show with Jay Leno (duas vezes), Jimmy Kimmel Live, Last Call with Carson Daly (cinco vezes), Late Show with David Letterman, CBS News Sunday Morning, Good Morning America e Rove Live na Austrália. Desde janeiro de 2005, Regina se apresenta num Piano Baldwin Baby Grand vermelho brilhante. Ela também toca uma guitarra semi-acústica Wildkat da Epiphone.
Ainda que geralmente apresente apenas material próprio, Regina cantou seus primeiros covers em 2005, músicas de Leonard Cohen e Madonna para o 2º Festival Anual de Música e Herança Judaica na 92nd Street Y em Nova Iorque. Em 2006 e 2007, Regina embarcou num tour pelos Estados Unidos e Europa, lotando muitos clubes e teatros. Ela também fez um cover de John Lennon da música "Real Love" no Centro de Arte e Performance Purchase no Dia 28 de Março de 2007, um show beneficente para o conservatório de Música. Também em 2007, Regina gravou "Real Love" para o CD Instant Karma: The Amnesty International Campaign to Save Darfur, que foi lançado em junho do mesmo ano. Em 2007, a música On The Radio foi tema do casal Dona Vilma e Delegado Silva, no capítulo final de "Malhação 2007". Ela também gravou uma nova música para a trilha sonora do Filme "Crônicas de Nárnia: Prícipe Caspian" chamada "The Call" e em Agosto de 2008, "Fidelity" foi adicionada à trilha sonora da novela Global "A Favorita".

## Vida pessoal
Regina é fluente em russo e lê em hebraico. Ela prestou homenagem a sua herança russa, citando o poema "Fevereiro" do poeta russo Boris Pasternak em sua música "Après Moi" e afirmando: "Sou muito conectada à língua e à cultura".
Ela e sua família não retornaram à Moscou até julho de 2012, quando ela fez uma turnê pela Rússia para divulgar seu sexto disco, What We Saw from the Cheap Seats.
Casou-se com o cantor e compositor Jack Dishel em 2011. Em 23 de janeiro de 2014, Regina anunciou a gravidez no Facebook. O casal anunciou o nascimento de um filho em março de 2014.
Em uma entrevista de 2016 para NPR, "Regina Spektor: ‘I see my family…In Everybody’", Spektor fala como sua experiência e luta como imigrante em Nova Iorque influenciou o seu recente álbum, Remember Us to Life.

## Discografia

### Álbuns
| Álbum                            | Detalhes do Álbum                                                                                          | Melhores posições | Melhores posições | Melhores posições | Melhores posições | Melhores posições | Melhores posições | Vendas                                  | Certificações                                         |
| Álbum                            | Detalhes do Álbum                                                                                          | US                | AUS               | CAN               | BEL               | SUE               | RU                | Vendas                                  | Certificações                                         |
| -------------------------------- | --- | ----------------- | ----------------- | ----------------- | ----------------- | ----------------- | ----------------- | --------------------------------------- | ----------------------------------------------------- |
| 11:11                            | - Lançamento: 09 de julho de 2001 - Formato(s): CD - Gravadora(s): Independente                            | —                 | —                 | —                 | —                 | —                 | —                 |                                         |                                                       |
| Songs                            | - Lançamento: 25 de fevereiro de 2002 - Formato(s): CD - Gravadora(s): Independente                        | —                 | —                 | —                 | —                 | —                 | —                 |                                         |                                                       |
| Soviet Kitsch                    | - Lançamento: 17 de agosto de 2004 - Formato(s): CD, vinyl, download - Gravadora(s): Sire, Shoplifter, WEA | —                 | —                 | —                 | —                 | —                 | —                 | - : 156,210                             |                                                       |
| Begin to Hope                    | - Lançamento: 13 de junho de 2006 - Formato(s): CD, vinyl, download - Gravadora(s): Sire                   | 20                | 29                | —                 | 40                | 18                | 53                | - : 2,000,000 - : 1,000,000 - : 115,000 | - RIAA: Platina - BPI: Ouro - ARIA: Ouro - RMNZ: Ouro |
| Far                              | - Lançamento: 23 de junho de 2009 - Formato(s): CD, vinyl, download - Gravadora(s): Sire                   | 3                 | 10                | 13                | 25                | 8                 | 30                | - : 1,000,000 - : 500,000               | - RIAA: Ouro - ARIA: Ouro                             |
| What We Saw from the Cheap Seats | - Lançamento: 29 de maio de 2012 - Formato(s): CD, vinyl, download - Gravadora(s): Sire                    | 3                 | 9                 | 12                | 34                | 23                | 24                | - : 800,000 - : 174,000                 |                                                       |
| Remember Us to Life              | - Lançamento: 30 de setembro de 2016 - Formato(s): CD, vinyl, download - Gravadora(s): Sire                | 23                | 20                | 64                | 68                | —                 | 47                | - : 400,000 - : 100,000                 | - NFPF: 3× Platina                                    |
| Home, Before and After           | - Lançamento: 2022                                                                                         |                   |                   |                   |                   |                   |                   |                                         |                                                       |

### EP's e singles
EP
- Live at Bull Moose EP (2005)
- Live in California 2006 EP (2007)
- Live from Soho EP (2009)

Singles
- Carbon Monoxide (2006)
- Us (13 de Fevereiro, 2006)
- On The Radio, Pt1 (3 de Julho, 2006)
- On The Radio, Pt2 (3 de Julho, 2006)
- Fidelity (12 de Março, 2007)
- Better (2007)
- Laughing With (2009)
- Eet (2009)
- All The Rowboats (2012)
- Don't Leave Me (Ne Me Quitte Pas) (2012)
- How (2012)
- Bleeding Heart (2016)
- Small Bill$ (2016)
- Black and White (2016)
- Older and Taller (2016)

### Compilações
- Public Domain (2000)
- Somedays em CSI:NY 1ª temporada episódio 21 "On the Job" (2005)
- Mary Ann Meets the Gravediggers and Other Short Stories (2006)
- Samson em CSI:NY 2ª temporada episódio 21 "All Access" (2006)
- Instant Karma: The Amnesty International Campaign to Save Darfur (2007)
- Alan Glazen: PBS producer, picks Regina best of 2007 (2007)
- Malhação (Trilha Sonora) (2007)
- The Chronicles of Narnia: Prince Caspian (Trilha Sonora) (2008)
- A Favorita (Trilha Sonora) (2008)
- 500 Days of Summer (Trilha Sonora) (2009) "Us" - Regina Spektor

"Hero" - Regina Spektor
- Uma prova de amor (2009) "Better"
- Amor e outras drogas (2011) "Fidelity"
- "On The Radio" em Grey's Anatomy 2ª temporada episódio 24 "Break on Through" 2006
- "Fidelity" em Grey's Anatomy 3ª temporada episódio 12 "Six days" - Parte 2 2007
- Beastly (2011) "On the Radio"
- Don't Leave Me (Ne Me Quitte Pas) no último episódio de Weeds (2012)
- You've got time ' (trilha sonora de Orange Is The New Black)(2013)

### Participações
- Com The Strokes: Modern Girls & Old Fashion Men - Single Reptilia (2004)
- Com Sondre Lerche: Hell No - Trilha sonora de Dan In Real Life (2007)
- Com Ben Folds: You Don't Know Me - Álbum Way to Normal (2008)
- Com Joshua Bell: "Left Hand Song" (anteriormente conhecida como "A Lesson In How Fleeting Preservation Is") - Álbum At Home With Friend
- Com Thenewno2(Dhani Harrison): "Live A Lie" - EP002 (2011)
- Com Jack Dishel(Only Son): Call Them Brothers - Album SearchLight - (2012)